# ألويسيو
ألويسيو جوزيه دا سيلفا (بالبرتغالية: Aloísio José da Silva) المعروف باسم ألويسيو (بالبرتغالية: Aloísio) (مواليد 27 يناير 1975 في أتالايا) لاعب كرة قدم برازيلي يلعب كمهاجم.
عانى ألوسيو من حادث غريب حيث فقد وعيه مؤقتًا بعد اصطدامه خلال مباراة دوري الدرجة الثانية في 25 أغسطس 2009.

## إحصائيات المسيرة الرياضية

### الأندية
حسب 21 نوفمبر 2009.
| أداء النادي   | أداء النادي   | أداء النادي    | الدوري    | الدوري  | الكأس        | الكأس        | كأس الدوري | كأس الدوري | القارة          | القارة          | المجموع   | المجموع |
| الموسم        | النادي        | الدوري         | المباريات | الأهداف | المباريات    | الأهداف      | المباريات  | الأهداف    | المباريات       | الأهداف         | المباريات | الأهداف |
| البرازيل      | البرازيل      | البرازيل       | الدوري    | الدوري  | كأس البرازيل | كأس البرازيل | كأس الدوري | كأس الدوري | أمريكا الجنوبية | أمريكا الجنوبية | المجموع   | المجموع |
| ------------- | ------------- | -------------- | --------- | ------- | ------------ | ------------ | ---------- | ---------- | --------------- | --------------- | --------- | ------- |
| 2009          | فاسكو دا غاما | الدرجة الثانية | 12        | 0       | —            | —            | —          | —          | —               | —               | 12        | 0       |
| 2010          | سيارا         | الدرجة الأولى  | —         | —       | —            | —            | —          | —          | —               | —               | 2         | 0       |
| 2010          | برازيليا      | الدرجة الثانية | 24        | 6       | —            | —            | —          | —          | —               | —               | 24        | 6       |
| المجموع       | البرازيل      | البرازيل       | 36        | 6       | —            | —            | —          | —          | —               | —               | 38        | 6       |
| المجموع الكلي | المجموع الكلي | المجموع الكلي  | 36        | 6       | —            | —            | —          | —          | —               | —               | 38        | 6       |

## الإنجازات

### الأندية
- غوياس
  - بطولة ولاية غوياس (3): 1997 - 1998 - 1999
- باريس سان جيرمان
  - كأس إنترتوتو (1): 2001
- أتلتيكو باراناينسي
  - بطولة ولاية بارانا (1): 2005
- ساو باولو
  - كأس العالم للأندية (1): 2005
  - الدرجة الأولى (3): 2006 - 2007 - 2008
- فاسكو دا غاما
  - الدرجة الثانية (1): 2009

### الشخصية
- هداف كأس ليبرتادوريس (1): 2006